# Nowa Sól
Nowa Sól (in tedesco Neusalz an der Oder) è una città polacca del distretto di Nowa Sól nel voivodato di Lubusz.
Ricopre una superficie di 21,56 km² e nel 2004 contava 40 616 abitanti.